# Neopalame
Neopalame es un género de escarabajos longicornios de la tribu Acanthocinini.

## Especies
- Neopalame albida Monné, 1985
- Neopalame albomaculata Monné & Martins, 1976
- Neopalame atromaculata Monné & Martins, 1976
- Neopalame cretata Monné & Delfino, 1980
- Neopalame deludens Monné, 1985
- Neopalame digna (Melzer, 1935)